# Landelijke Opleiding Tot Uitbeelding van Slachtoffers

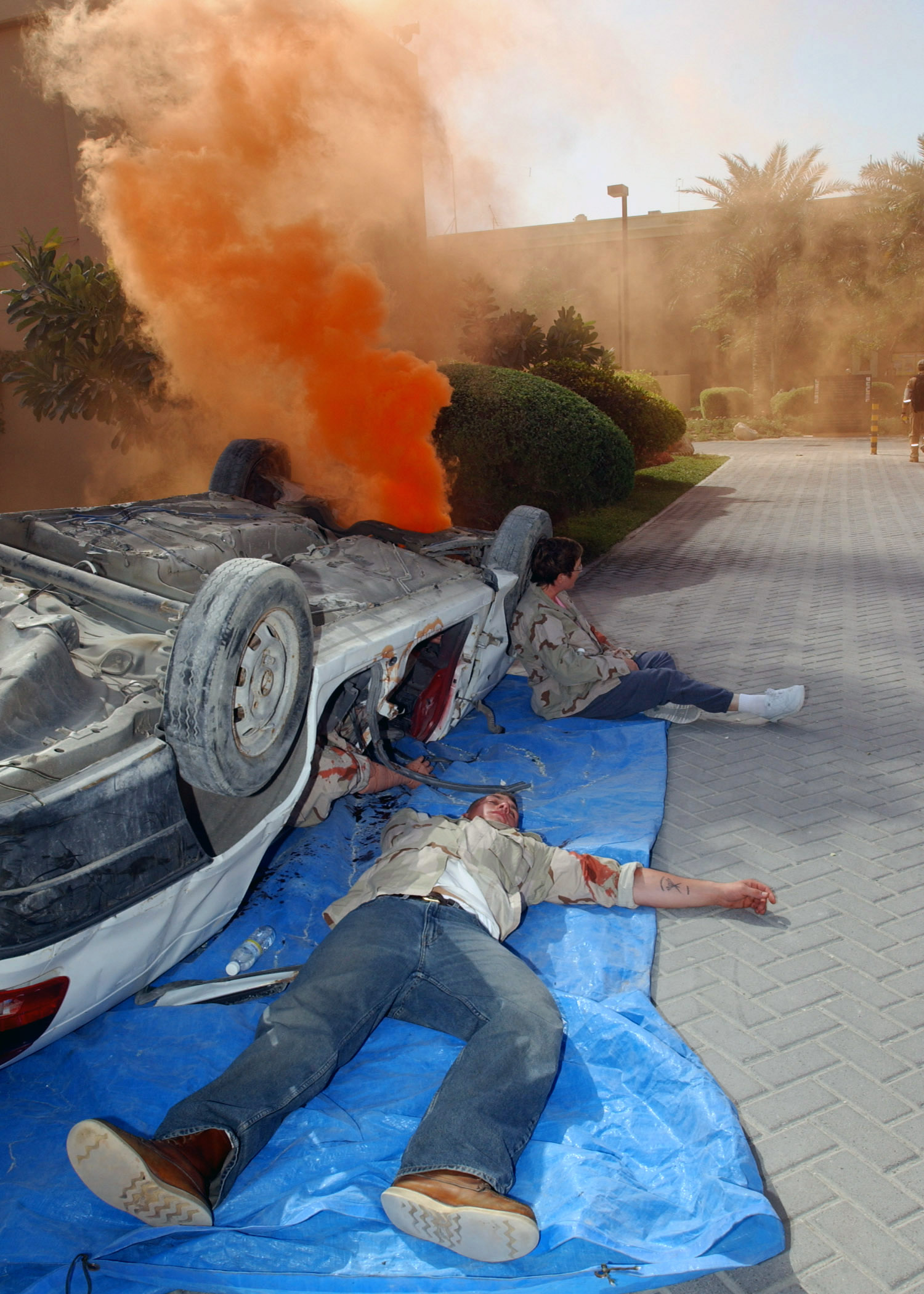
Gesimuleerde slachtoffers van een bomaanslag

De Landelijke Opleiding Tot Uitbeelding van Slachtoffers (LOTUS) leidt in Nederland mensen op om zo realistisch mogelijk een slachtoffer van een ongeval of ziektebeeld uit te beelden.
Het Rode Kruis nam hiertoe ooit het initiatief om oefensituaties realistischer te doen schijnen. Later is de opleiding door Het Oranje Kruis overgenomen. In 2005 zijn de LOTUS-opleidingen verzelfstandigd en zijn twee koepelorganisaties verantwoordelijk. Bij de koepels aangesloten regionale Lotuskringen geven de cursussen.
Tijdens de opleiding tot slachtoffer leert men acteren en grimeren en een ongevalstoedracht ontwerpen en ensceneren. Na een examen is men gediplomeerd Lotusslachtoffer. Dit examen wordt door  Lotusdocenten afgenomen onder auspiciën van Het Oranje Kruis. Er zijn twee LOTUS-koepelorganisaties die zorg dragen voor de opleidingen.
De zogenoemde Lotusslachtoffers worden ingezet bij cursussen en examens van hulpverleners en bij EHBO- en rampenoefeningen. Hierbij acteren zij alsof hun echt een ongeval of ziekte is overkomen. Grime en nagespeeld gedrag zorgen voor een zo realistisch mogelijke oefensituatie.

## België
In België worden gelijkaardige opleidingen voor "ongevallensimulant" georganiseerd door het Rode Kruis. Deze ongevallensimulanten worden ingezet zowel bij EHBO-opleidingen als bij rampoefeningen.